# Cunninghammyces
Cunninghammyces là một chi của nấm thuộc Cyphellaceae. Chi này gồm 2 loài known from New Zealand và Réunion.